# ريتشارد بارتليت
ريتشارد بارتليت (بالإنجليزية: Richard Bartlett)‏ (و. 1922 – 1994 م) هو منتج أفلام من الولايات المتحدة الأمريكية ولد في فيلادلفيا، بنسيلفانيا.

## روابط خارجية
- ريتشارد بارتليت على موقع IMDb (الإنجليزية)
- ريتشارد بارتليت على موقع إن إن دي بي (الإنجليزية)
- ريتشارد بارتليت على موقع قاعدة بيانات الفيلم (الإنجليزية)